# Lepthyphantes gadesi
Lepthyphantes gadesi este o specie de păianjeni din genul Lepthyphantes, familia Linyphiidae, descrisă de Fage, 1931.
Este endemică în Spania. Conform Catalogue of Life specia Lepthyphantes gadesi nu are subspecii cunoscute.